# 加拉格尔-霍兰德降解反应
加拉格尔-霍兰德降解反应（Gallagher-Hollander degradation）於1946年報導，是将直链脂肪族羧酸降解为少两个碳的羧酸的方法。
原始方法是通过一系列反应将胆汁酸(1)降解为bisnorcholanic acid (8)。过程为：
(1) 与亚硫酰氯反应生成酰氯(2)；
(2) 用重氮甲烷处理得到重氮酮(3)；
(3) 用盐酸处理生成α-氯代酮(4)；
(4) 用锌／乙酸还原为甲基酮(5)；
(5) 发生α-溴化生成溴代酮(6)；
(6) 在吡啶中消除溴化氢得到不饱和酮(7)；
(7) 最后(7)用三氧化铬氧化，发生C–C键断裂，得(8)。